# أميلوبلاستين
أميلوبلاستين (بالإنجليزية: Ameloblastin)‏ (يختصر AMBN) والمعروف أيضا باسم شيسلين Sheathlin أو أميلين Amelin) هو بروتين مصفوفي المينا (enamel matrix protin)، يتم ترميزه في البشر بـ «جين AMBN».

## وظيفته
أميلوبلاستين، المعروف أيضا باسم أميلين، هو بروتين موجود في مينا الأسنان. على الرغم من أن أقل من 5 ٪ من المينا تتكون من البروتين، فإن الأميلوبلاستينات تشكل 5-10 ٪ من جميع بروتينات المينا. يتشكل هذا البروتين بواسطة أميلوبلاست خلال الإفراز المبكر لمراحل النضج المتأخر في تكوين المينا. على الرغم من عدم فهمه تمامًا، يُعتقد أن وظيفة الأميلوبلاستينات هي التحكم في استطالة بلورات المينا وتوجيه تمعدن المينا بشكل عام أثناء نمو الأسنان.
البروتينات المهمة الأخرى في المينا هي الأميلوجينين (Amelogenins)، المينا (Enamelins)، والتوفتيلين (Tuftelins).
يُشفِّر هذا الجين بروتين مصفوفة المينا nonamelogenin. قد يكون البروتين المشفر مهمًا في تكوين مصفوفة المينا والتمعدن. يقع هذا الجين في مجموعة جين البروتين الفوسفوري المرتبط بالكالسيوم في الكروموسوم 4. قد تترافق الطفرات في هذا الجين مع عيب خلل التخلُص الناقص وخلل التخليق المهيمن السائد. [مقدمة من RefSeq ، أغسطس 2011].

## الأهمية الإكلينيكية
الطفرات في AMBN سبب تخلق المينا الناقص.